# Odongk (huyện)
Huyện Odongk (tiếng Khmer: ស្រុកឧដុង) là một huyện nằm ở tỉnh Kampong Speu miền trung Campuchia.
Huyện Odongk được chia thành 15 xã (khum)
| Mã địa lý | Tên               |  |
| --------- | ----------------- |  |
| 050501    | Xã Chant Saen     |  |
| 050502    | Xã Cheung Roas    |  |
| 050503    | Xã Chumpu Proeks  |  |
| 050504    | Xã Khsem Khsan    |  |
| 050505    | Xã Krang Chek     |  |
| 050506    | Xã Mean Chey      |  |
| 050507    | Xã Preah Srae     |  |
| 050508    | Xã Prey Krasang   |  |
| 050509    | Xã Trach Tong     |  |
| 050510    | Xã Veal Pung      |  |
| 050511    | Xã Veang Chas     |  |
| 050512    | Xã Yutth Sameakki |  |
| 050513    | Xã Damnak Reang   |  |
| 050514    | Xã Peang Lvea     |  |
| 050515    | Xã Phnum Touch    |  |